# Anna Karènina (pel·lícula de 1948)
 Anna Karènina és una pel·lícula britànica de Julien Duvivier, estrenada el 1948. És l'adaptació de la novel·la homònima de Lev Tolstoi i ha estat doblada al català

## Argument
Anna Karènina (Vivien Leigh) està casada amb Alexei Karenin (Ralph Richardson), un alt funcionari tsarista i fred polític més interessat en la seva carrera que en satisfer les necessitats emocionals de la seva dona. Cridat a Moscou pel seu germà Stefan Oblonsky (Hugh Dempster), Anna es troba amb la Comtessa Vronsky (Helen Haye) al tren de nit. Parlen dels seus fills, i la Comtessa mostra a Anna una fotografia del seu fill, el Comte Vronsky (Kieron Moore).
Vronsky apareix al tren per trobar la seva mare, i s'enamora immediatament d'Anna. Demostra atrevidament el seu interès per ella, i Anna mesuradament l'empeny fora - però no gaire emfàticament. Vronsky continua perseguint Anna, fent les delícies dels que xiuxiuegen. Però la pobre Kitty Scherbatsky (Sally Ann Howes), que xoca amb Vronsky, és humiliada pel seu comportament i deixa el ball - amb l'angúnia de Konstantin Levin (Niall MacGinnis), un pretendent de Kitty que era rebutjat per ella a favor de Vronsky. Tanmateix, després Kitty es casa amb Levin.
Atrevidament segueix Anna de tornada a St. Petersburg, Vronsky fa que és el consort d'Anna - una idea que no l'atura.
Aviat, la societat està xiuxiuejant sobre l'afer, i és només una qüestió de temps que Alexei s'assabenti de la relació. Més preocupat de la seva posició social i política que de la passió de la seva dona, li ordena que trenqui amb Vronsky o s'arrisqui a perdre el seu fill. Ho prova, però no pot deixar Vronsky. Deixant Alexei, Anna queda embarassada de Vronsky. Gairebé mor en el part (el nen neix), i Anna demana perdó a Alexei, que fredament li concedeix. Alexei, magnànim, permet que Vronsky pugui visitar Anna si el truca. Avergonyit per l'escàndol, Vronsky intenta matar-se, i falla.
Anna intenta tornar a viure amb Alexei, però no pot treure's Vronsky del cap. Deixa Alexei per sempre, abandonant el seu fill per anar a viure a Itàlia amb Vronsky. Però augmenten els seus dubtes sobre els sentiments de Vronsky, i finalment el fa fora. Adonant-se que ha perdut tot, Anna camina per la via del tren, i es suïcida deixant que el tren la colpeixi.

## Repartiment
- Vivien Leigh: Anna Karènina
- Ralph Richardson: Alexis Karenin
- Kieron Moore: Comte Vronsky
- Hugh Dempster: Stefan Oblonsky
- Mary Kerridge: Dolly Oblonsky
- Marie Lohr: Princesa Scherbatsky
- Frank Tickle: Príncep Scherbatsky
- Sally Ann Howes: Kitty Scherbatsky
- Niall MacGinnis: Konstantin Levin
- Michael Gough: Nicholai
- Martita Hunt: Princesa Betty Tversky
- Heather Thatcher: Comtessa Lydia Ivanova
- Helen Haye: Comtessa Vronsky
- Mary Martlew: Princesa Nathalia
- Ruby Miller: Comtessa Meskov
- Austin Trevor: Coronel Vronsky
- John Longden: General Serpuhousky
- Gino Cervi: Enrico